# Maksymilian Kantecki

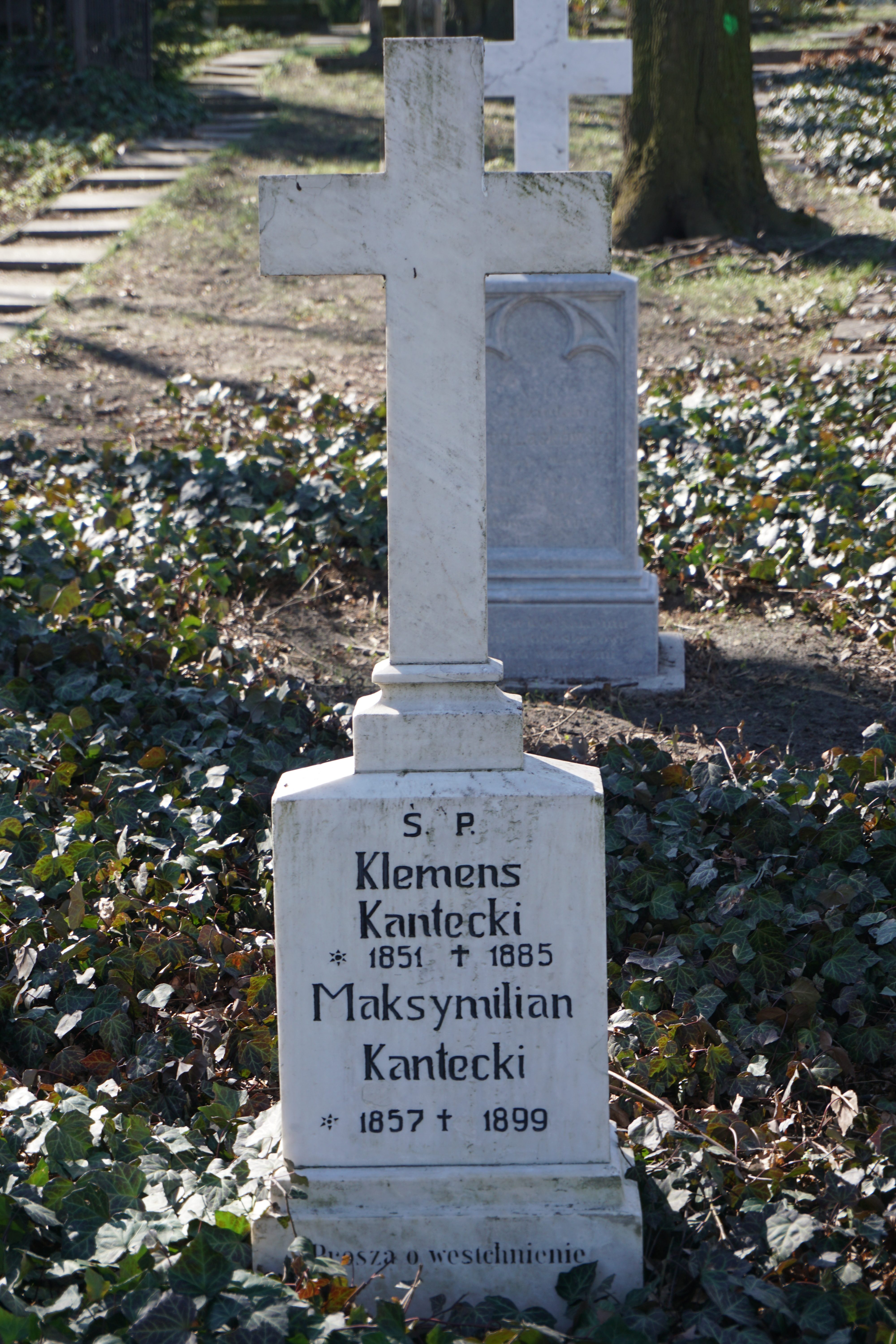
Grób Maksymiliana Kanteckiego na cmentarzu Zasłużonych Wielkopolan

Maksymilian Kantecki (ur. 11 października 1857 w Wielowsi, zm. 17 listopada 1899) – historyk, pedagog, publicysta, redaktor naczelny Kuriera Poznańskiego. Syn Andrzeja i Karoliny z Glabiszów, brat Antoniego i Klemensa.

## Życiorys
Urodził się w Wielowsi w powiecie odolanowskim. Gimnazjum polskie i szkołę podstawową ukończył w Ostrowie. Następnie studiował historię i filozofię na uniwersytecie we Wrocławiu, uczestniczył w seminariach W. Nehringa i J. Caro oraz słuchał wykładów, m.in. Nehringa, R. Roepella, Diltheya i Hovego. Doktorat filozofii uzyskał na podstawie rozprawy „Das Testament des Bolesław Schiefmund”.
W latach 1876–1879 był członkiem Towarzystwa Literacko-Słowiańskiego i pełnił funkcję bibliotekarza, ponadto przewodził młodzieży katolickiej. Po obronie doktoratu odwiedził brata Klemensa we Lwowie, a następnie przybył do Poznania i zamieszkał u drugiego brata, Antoniego. Wówczas podjął się też wykładów historii literatury na pensji pań Danysz. Od marca 1881 do kwietnia 1882 przebywał w Żaganiu. W tym czasie złożył na Uniwersytecie Wrocławskim egzamin państwowy pro facultate docendi i od letniego semestru został przydzielony – jako asystent – do gimnazjum realnego w Poznaniu. W 1884 został przeniesiony do gimnazjum w Śremie, gdzie był wychowawcą najniższej klasy i uczył historii, geografii, języka polskiego, łaciny i greki. Jako dodatek do drukowanego sprawozdania gimnazjum za rok szkolny 1885/6 ogłosił erudycyjną pracę Schrimm im Mittelalter bis 1500. W 1886 odbywał ćwiczenia wojskowe, po których już do pracy nie wrócił.
Zagrożony przeniesieniem w głąb Niemiec porzucił posadę i przeniósł się w 1886 do brata Antoniego, do Poznania. Zajmował się jeszcze pracą naukową: w 1886 został wybrany na członka Towarzystwa Przyjaciół Nauk przez Wydział Historyczno-Literacki, który chętnie powierzał mu do oceny rozprawy zgłaszane do druku. Na plan pierwszy wysuwać się jednak zaczęła coraz bardziej działalność publicystyczna i polityczna. W 1886 objął posadę w redagowanym przez swego brata, księdza Antoniego Kanteckiego konserwatywno-ultramontańskim „Kurierze Poznańskim”, a od 1 VII 1887 został, po Antonim, naczelnym redaktorem pisma, które prowadził aż do śmierci. W latach 1887–1889 wziął udział w akcji wiecowej skierowanej przeciwko ostatecznemu usuwaniu języka polskiego ze szkół, ale za jego redakcji „Kurier” przeszedł całkowicie na pozycje ugodowe. W 1888 Kantecki wszedł w skład delegacji przygotowującej przyjęcie cesarzowej w Poznaniu, a w latach 1890–1894 „Kurier” stał się nieoficjalnym organem J. Kościelskiego, głównego promotora ugody z rządem.
W ostatnich latach życia na skutek przewlekłej choroby coraz bardziej wyręczała go w pracy redakcyjnej żona, Stanisława z Białkowskich, którą poślubił w 1886. Na pogrzebie przemawiał m.in. Stefan Cegielski. Nekrologi podkreślały takt Kanteckiego, umiejętność obcowania z ludźmi i fakt, że nie miał osobistych nieprzyjaciół nawet wśród przeciwników politycznych. Pozostawił dwie córki: Annę (od 1910 żonę aktora Żdżarskiego, matkę dziennikarza Wacława Żdżarskiego) i Antoninę. W marcu 1959 przeniesiono zwłoki Kanteckiego, razem ze szczątkami brata Klemensa, z cmentarza staroświętomarcińskiego na cmentarz Zasłużonych Wielkopolan w Poznaniu.